# Літні Олімпійські ігри 1940

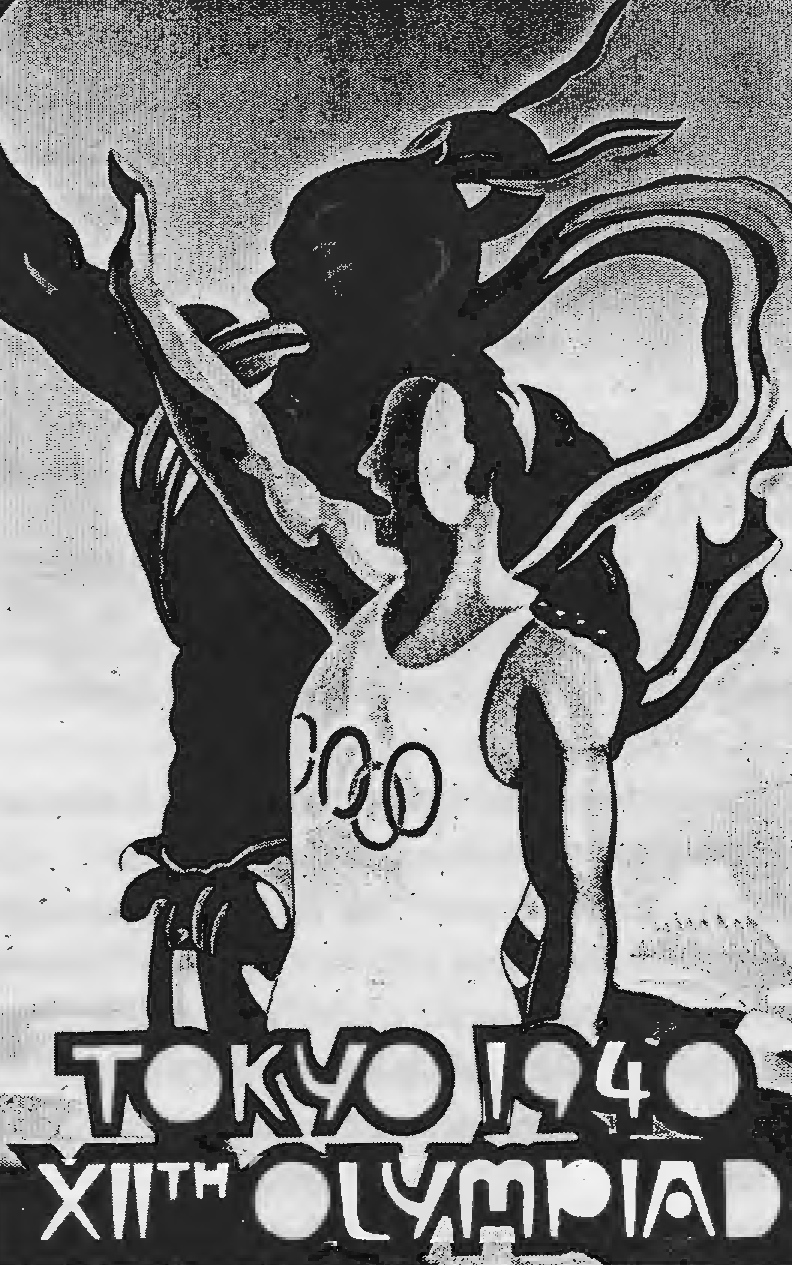
Постер запланованих Ігор у Токіо

XII літні Олімпійські ігри були заплановані до проведення з 21 вересня по 6 жовтня 1940 року в Токіо. У зв'язку з початком у 1937 році Другої японо-китайської війни, МОК переніс Ігри в Гельсінкі, де вони мали бути проведені з 20 липня по 4 серпня 1940 року. Після початку в 1939 році Другої світової війни Ігри були остаточно скасовані.
У рамках токійських Ігор планувалося вперше в історії включити в олімпійську програму змагання з планеризму, який був представлений у 1936 році в Берліні як показовий вид спорту. У повоєнних Іграх планеризм так і не увійшов до олімпійської програми, і олімпійці відтоді так і не зуміли підкорити повітряний простір.
Токіо в підсумку прийняв літні Ігри в 1964 році, а Гельсінкі — в 1952.